# Rhaphithamnus
Rhaphithamnus este un gen de plante din familia  Verbenaceae.

## Specii
Cuprinde 2 specii.